# مالوناکاریاکوو
مالوناکاریاکوو (انگلیسی: Malonakaryakovo) یک شهرک در شهرستان میشکینسکی استان باشقیرستان کشور روسیه است.